# Roger Kennerson
Roger Kennerson (...) è un ex danzatore su ghiaccio britannico. Pattinando con Yvonne Suddick ha vinto una medaglia d'argento (nel 1966) e due di bronzo (nel 1964 e nel 1965) ai Campionati europei di pattinaggio di figura.

## Risultati
Con Yvonne Suddick
| Evento                          | 1964 | 1965 | 1966 |
| ------------------------------- | ---- | ---- | ---- |
| Campionati mondiali             | 4°   | 6°   | 4°   |
| Campionati europei              | 3°   | 3°   | 2°   |
| Campionati nazionali britannici |      | 2°   | 2°   |